# Michał Siewkowski
Michał Siewkowski (ur. 7 kwietnia 1957  w Inowrocławiu) – polski poeta, doktor nauk humanistycznych, artysta plastyk.

## Życiorys
Absolwent filologii polskiej Wyższej Szkoły Pedagogicznej w Bydgoszczy. Laureat konkursów poetyckich w Sosnowcu (1983) i Toruniu (1989). Debiutował wierszem W lustrach wyobraźni na łamach „Wiadomości Elbląskich” w 1981 r. Jego poezje ukazywały się ponadto w „Autografie”, „Faktach”, „Frazie”, „Hydrze”, „Gazecie Wyborczej”, „Kulturze”, „Literaturze”, „Okolicy Poetów”, „Poezji”, „Potopie”, „Przeglądzie Artystyczno-Literackim”, „Radarze”, „Toposie”, „Tygodniku Kulturalnym”, „Więzi”. Wybrane utwory prezentowano w audycjach literackich Polskiego Radia i Radia Wolna Europa. Do roku 2017 wydał 15 tomików poetyckich. Pierwszym z nich był Erotyk codzienności w 1989 r. Jego wiersze znalazły się też w poetyckich antologiach: Zusammenklange. Antologia pisarzy Getyngi i Torunia (Getynga-Toruń 1998), Poetycki rejs (Bydgoszcz (1999), Miasto pod niebem z ciemnego szkła (Toruń 2001), Dziesięć tysięcy słów poezji (Toruń 2002), Świat według poety (Toruń 2005).  
Z okazji jubileuszu 30 lat działalności artystycznej ukazał się autorski wybór wcześniej publikowanych wierszy Karnawał rozbawionych figurek. Promocji publikacji 28 października 2019 r. w Saloniku Literacko-Artystycznym Biblioteki Miejskiej im. Jana Kasprowicza w Inowrocławiu towarzyszył wernisaż wystawy obrazów autora Nowe ogrody albo poezja patrzenia, bowiem powinowactwo sztuk, związki malarstwa i poezji, to ważny motyw w jego twórczości.
W pracy naukowej zajmuje się literaturą polską XX wieku. Doktorat, obroniony w 2003 r. na Uniwersytecie Mikołaja Kopernika w Toruniu, poświęcił twórczości Stanisława Swena Czachorowskiego. W formie książki rozprawa ukazała się w 2004 r. pt. Poetyckie światy Stanisława Swena Czachorowskiego. W 2010 r. wydał monografię twórczości poetyckiej i plastycznej Ryszarda Milczewskiego-Bruno pt. Rysunek zapomnianego wiersza. W tym samym roku ukazała się również książka pt. Nie ma ludzi, poświęcona zagadnieniom sztuki, edukacji i kultury w publicystyce Stefana Kołaczkowskiego.

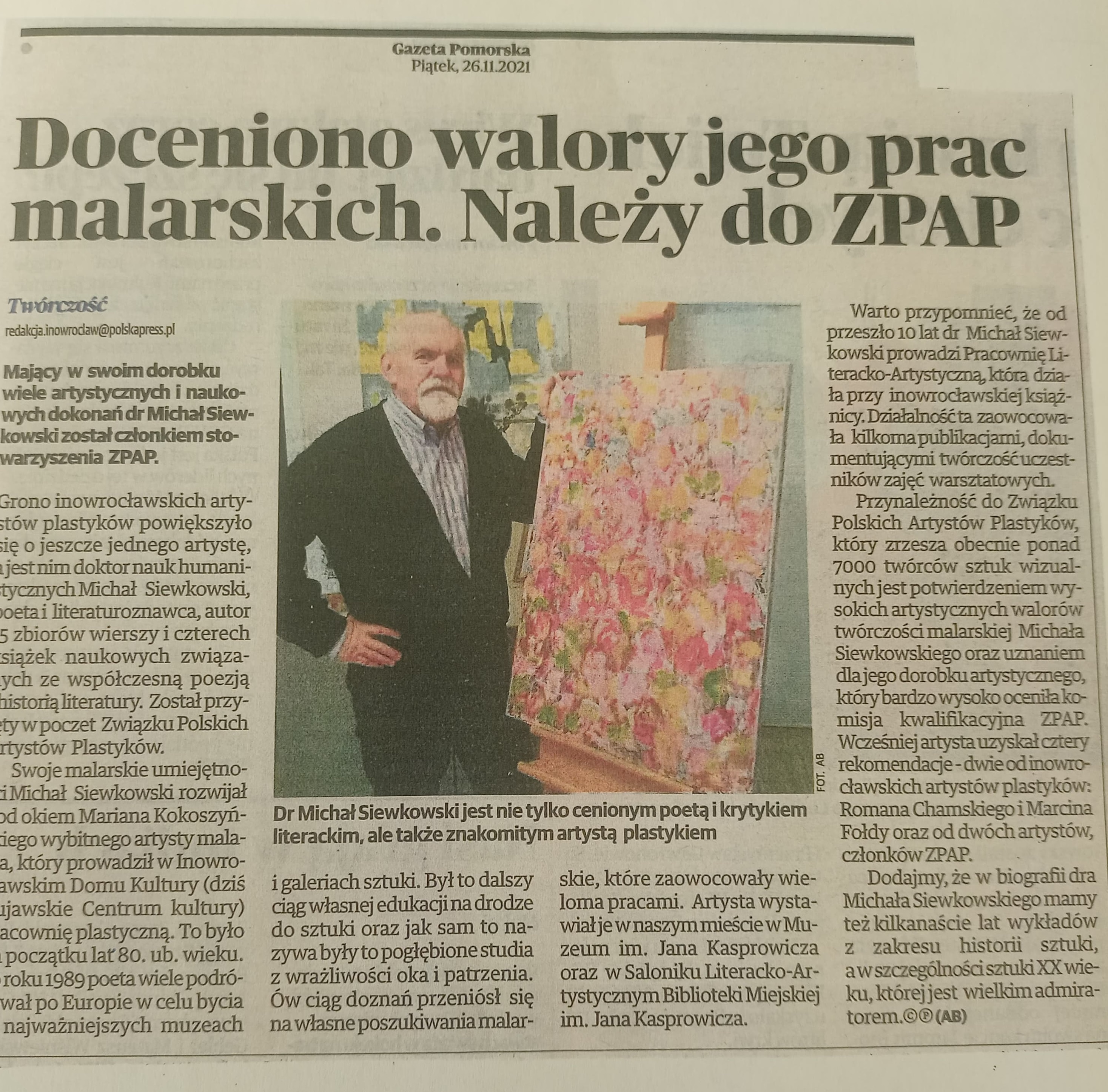

Członek Stowarzyszenia Pisarzy Polskich od 1992 roku. W 2007 roku odznaczony Srebrnym Krzyżem Zasługi. Laureat Nagrody Kultury Inowrocławskiej im. Stanisława Przybyszewskiego.
Od 1982 r. był związany z pracownią plastyczną, którą prowadził Marian Kokoszyński. Uczestnik plenerów malarskich. Tworzy akwarele, pastele, kolaże i obrazy olejne. Od 29 stycznia do 28 lutego 2014 r., w Saloniku Literacko-Artystycznym, zaprezentowana została wystawa twórczości malarskiej Michała Siewkowskiego, z okazji 25 lat działalności artystycznej pt. Czytając obrazy, oglądać teksty. Sześćdziesiąte urodziny artysty uczczono w Saloniku wystawą obrazów pt. Narracje abstrakcyjne, otwartą od 5 czerwca do 26 czerwca 2017 r.
Od roku 2010 do 2021 prowadził w Bibliotece Miejskiej im. Jana Kasprowicza cykliczne warsztaty literacko-artystyczne. W listopadzie 2021 roku został przyjęty do Związku Polskich Artystów Plastyków. 
Mieszka w Suchatówce koło Torunia.

## Twórczość
- Erotyk codzienności (Toruńskie Towarzystwo Kultury 1989)
- Źrenice czasu (Toruńskie Towarzystwo Kultury 1990)
- Powidoki (Toruńskie Towarzystwo Kultury 1991)
- Nowe ikony (ilustr. Gabriela Kiljańska; Biblioteka Oddziału Bydgosko-Toruńskiego Stowarzyszenia Pisarzy Polskich; Ośrodek Kultury Regionalnej 1991)
- Salon jesienny (Wydział Kultury i Oświaty Urzędu Miejskiego w Inowrocławiu 1991)
- Lekcja muzyki i inne wiersze (ilustr. Gabriela Kiljańska; Kujawsko-Pomorskie Towarzystwo Kulturalne 1994, ISBN 83-85327-19-3)
- Sztuka patrzenia (miedzioryty Wojciech Łuczak; Wydawnictwo Książkowe IBiS 1996, ISBN 83-86236-28-0)
- Ogrody i ogrójce (Instytut Wydawniczy „Świadectwo” 2000, ISBN 83-87531-08-1)
- Zbieraczowi martwych natur (Wydawnictwo Adam Marszałek 2001, ISBN 83-7322-081-X)
- Poetyckie światy Stanisława Swena Czachorowskiego (Wydawnictwo Adam Marszałek 2004, ISBN 83-7322-773-3)
- Pomiędzy (Zakład Poligraficzno-Wydawniczy „POZKAL” 2004, ISBN 83-89390-18-3)
- Roma czyli Amor (wyd. Świadectwo 2007, ISBN 83-7456-053-3)
- Krajobraz ze studnią. Wiersze wybrane i nowe (Wydawnictwo Adam Marszałek 2009, ISBN 978-83-7611-363-0)
- Rysunek zapomnianego wiersza, o twórczości Ryszarda Milczewskiego-Bruno (Wydawnictwo Adam Marszałek 2010, ISBN 978-83-61185-82-6)
- Nie ma ludzi? Sztuka, edukacja, kultura w publicystyce Stefana Kołaczkowskiego" (Zakład Poligraficzno-Wydawniczy "POZKAL" 2010, ISBN 978-83-89390-50-9)
- Ile waży perła... (Wydawnictwo Nowy Świat, Warszawa 2012 ISBN 978-83-7386-460-3)
- Jazzownia i inne wiersze (Drukarnia POZKAL 2012, ISBN 978-83-63701-00-0)
- Na tyłach wiersza (EPSILON Inowrocław 2017, ISBN 978-83-948085-1-8)
- Karnawał rozbawionych figurek  (Bydgoszcz 2019, ISBN 978-83-64942-18-1)
- Jan Kasprowicz powraca (szkice interpretacyjne) (Drukarnia POZKAL, 2021, ISBN 978-83-954250-3-5)

## Prace redakcyjne
- Stanisław Swen Czachorowski, Autogilotynki (przygotowanie do druku i wstęp; Pozkal 1997, ISBN 83-86248-33-5)
- Kolory szarości. Antologia Pracowni Literacko-Artystycznej (redakcja i wstęp; KUNKE Poligrafia, Inowrocław 2015, ISBN 978-83-63454-19-7)
- Jednodniówka Pracowni Literacko-Artystycznej Inowrocław wierszem pisany (projekt i redakcja; EPSILON Inowrocław 2018, ISBN 978-83-948085-3-2)